# Perito Morenogletsjer
De Perito Morenogletsjer (Spaans: Glaciar Perito Moreno) is een gletsjer in het Nationaal park Los Glaciares in het zuiden van Argentinië. De gletsjer is bereikbaar vanuit El Calafate in Patagonië.
De Perito Morenogletsjer is een van de 48 gletsjers die worden gevoed door het Zuid-Patagonische IJsveld, 's werelds op twee na grootste zoetwaterreserve. De gletsjer eindigt in een fjord, waar het ijs 60 m dik en 5 km breed is. Per dag schuift de ijsmassa 1 tot 2 meter verder. Dit kan waargenomen worden door het gekraak van de over elkaar schuivende ijsbrokken enerzijds, anderzijds breken op regelmatige tijdstippen grote ijsbrokken van de gletsjer af die dan met veel lawaai in het Argentinomeer vallen. Deze gletsjer is nu niet onderhevig aan de wereldwijde terugtrekking van gletsjers.
De gletsjer is genoemd naar Francisco Moreno, een Argentijnse ontdekkingsreiziger die dit gebied in de 19e eeuw verkende en het uit Chileense handen wist te houden.
De Perito Morenogletsjer is een belangrijke toeristische natuurattractie. Via het Peninsula de Magallanes is het mogelijk om dicht bij de gletsjer te komen. Er zijn diverse platforms. Ook is het mogelijk per boot langs de gletsjer te varen.
Regelmatig bereikt de ijsmassa het vasteland; hierdoor wordt de zuidelijke arm van het meer, de Brazo Rico, afgesloten van het Canal de los Témpanos. Die zuidelijke arm kan hierdoor tot wel 30 m stijgen, waardoor er een enorme druk op de afdamming komt en deze uiteindelijk breekt. Dit verschijnsel heeft zich voorgedaan in maart 2012, in 2008, 2006, 2004, 1988, 1984, 1980, 1977, 1975, 1972, 1970, 1966, 1963, 1960, 1956, 1953, 1952, 1947, 1940, 1934 en 1917.

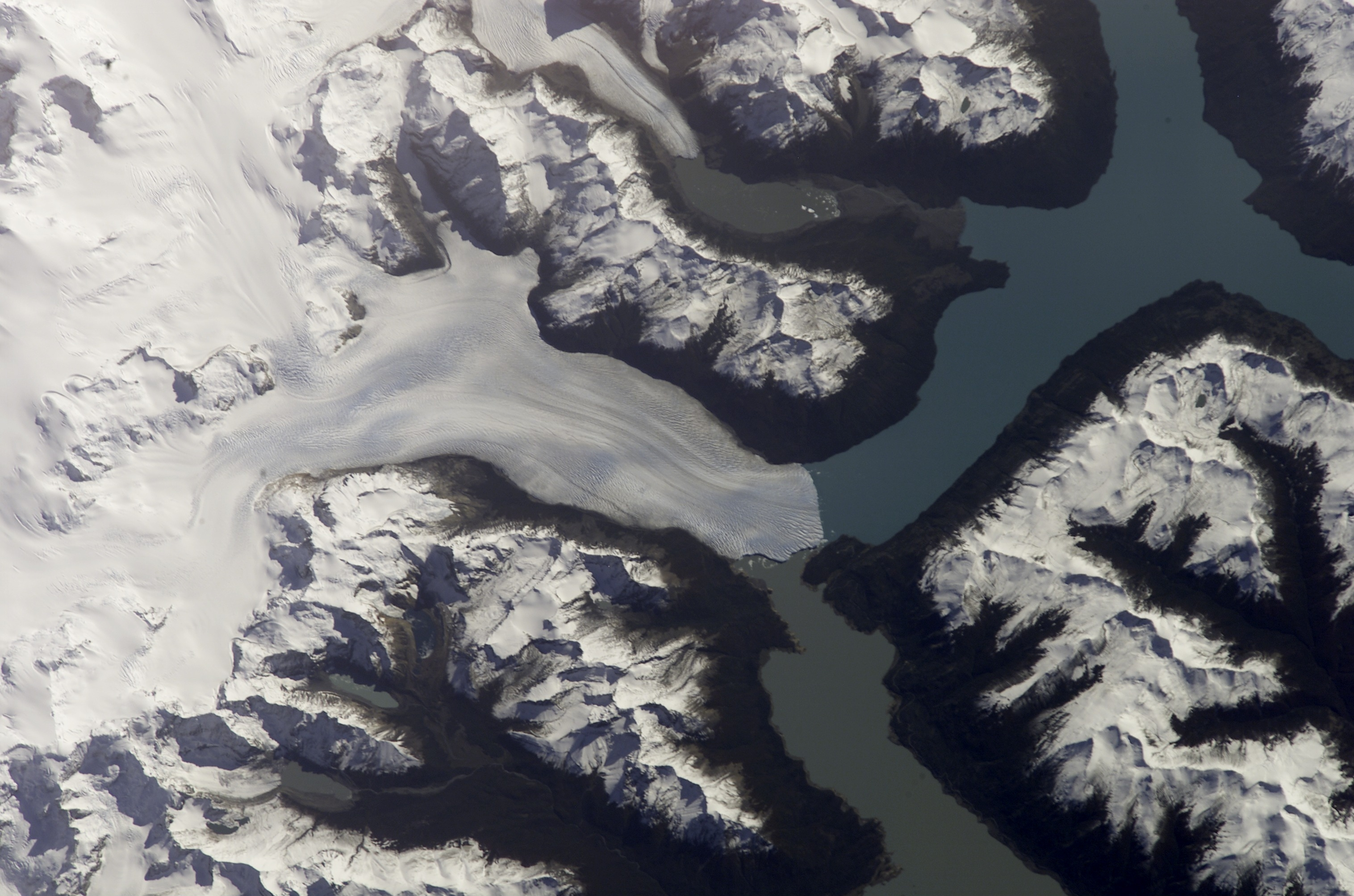
IJsdam